# 冷水珊瑚

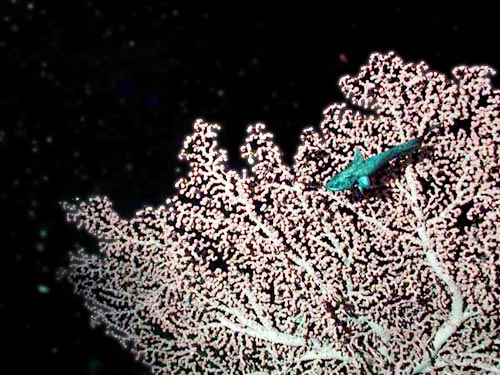
在1,255米水深的拟柳珊瑚和突吻鳕魚

冷水珊瑚又稱深水珊瑚，是一種所栖息的海洋相較热带珊瑚來說更深、更暗的珊瑚，這些珊瑚可以棲息在深海带內，深度達2,000（6,600英尺），其棲息的水域水温可能低至4 °C（39 °F） 。從生物分類學角度來說，深水珊瑚歸在刺胞動物門下面，石珊瑚目是最常見的冷水珊瑚，黑角珊瑚和軟珊瑚目也屬於冷水珊瑚。 与热带珊瑚一样，冷水珊瑚本身也是其他物种的栖息地，但深水珊瑚不需要食用蟲黃藻就能生存。冷水珊瑚可能會被海底電纜破壞。